# Wettervorhersagesteuerung
Eine Wettervorhersagesteuerung ist eine Umsetzung von Wetterprognosen in Steuersignale, um damit den Betrieb von energieintensiven, technischen Anlagen zu optimieren. Zum Einsatz kommt sie in der Technischen Gebäudeausrüstung (TGA), um das Raumklima in Gebäuden bedarfsgerecht einzustellen und den Energieverbrauch  zu senken. Wettervorhersagesteuerungen werden zudem in der Energieerzeugung genutzt, um den Energiemix aus regenerativen und konventionellen Energiequellen optimieren zu können.

## Einsatz in der Technischen Gebäudeausrüstung
In der konventionellen Regelungstechnik für Heizung, Lüftung und Klima werden bisher aktuelle Wetterdaten verarbeitet, indem ein Außentemperaturfühler die Außentemperatur misst und diese Information unmittelbar an das System weitergibt. Die Leistung für Heizung, Kühlung und Lüftung wird daraufhin dem Ist-Zustand angepasst. Die Anlagentechnik läuft prinzipbedingt dem aktuellen Geschehen hinterher.

### Witterungsgeführte vorausschauende Regeltechnik
Diese Systeme speisen Wettervorhersagedaten in die Regelungstechnik für Heizung, Lüftung und Klima (HLK) im Gebäude ein. Bei einfacheren Geräten werden die Außentemperaturfühler durch Empfänger für die Außentemperatur aus einer Wettervorhersage ersetzt. Andere Produkte verwenden die Prognosen für Lufttemperatur, Windgeschwindigkeit, Sonnenscheindauer, Luftfeuchte, Globalstrahlung, Niederschlagsmenge und Unwetterwarnungen für prädiktive Regelstrategien und berücksichtigen auch die Unsicherheit der prognostizierten Werte. Dynamisch werden die aktuellen Messdaten durch Daten aus der Vorhersage in den Regelfunktionen ersetzt.

### Simulationsgestützte Betriebsoptimierung

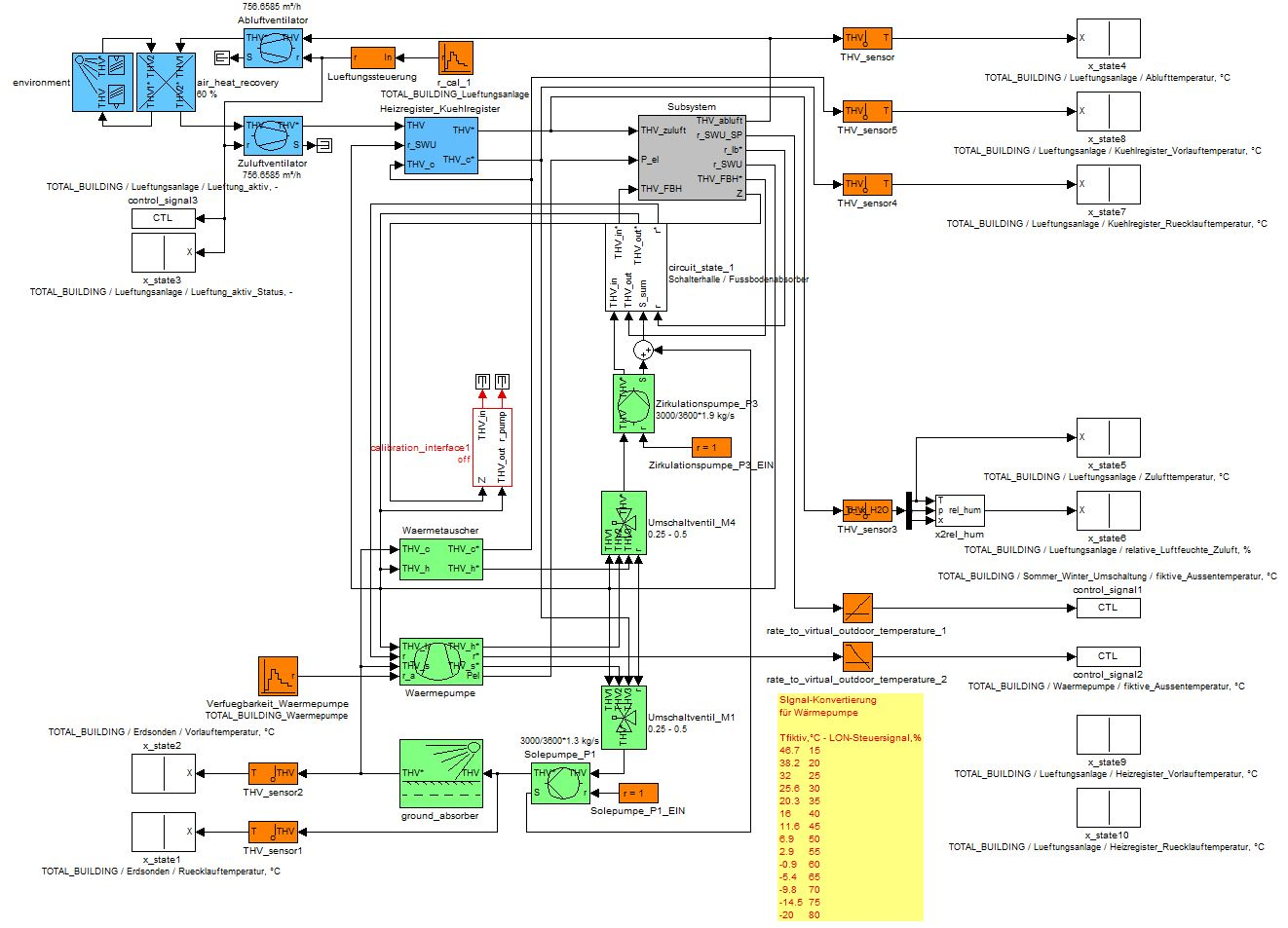
Beispiel für die Modellierung eines Gebäudes mit Vollklimatisierung

Die simulationsgestützte Betriebsoptimierung nutzt ebenfalls Wettervorhersagedaten, geht jedoch noch einen Schritt weiter. Neben Wetterdaten (Außentemperatur, Sonneneinstrahlung, Windgeschwindigkeit und Windrichtung sowie Luftfeuchte) werden weitere Einflussgrößen auf das Raumklima und den Energieverbrauch eines Gebäudes berücksichtigt und in einem Computermodell erfasst: das physikalische thermodynamische Verhalten des Gebäudes (Bauphysik), der Einfluss solarer Einstrahlung auf die nach Himmelsrichtung unterschiedlich orientierten Fensterflächen, die Charakteristik der konkreten Anlagentechnik sowie die Nutzung und Auslastung des Gebäudes. Das Modell berechnet mithilfe von selbstlernenden Algorithmen die optimalen Steuerdaten für die Anlagentechnik und steuert diese vorausschauend. Die Betriebsoptimierung wirkt dabei über vorher definierten Datenpunkte (Aktoren) auf einzelne Komponenten der Anlagentechnik ein.

### Forschungsvorhaben BEVOS
„BEVOS“ bedeutet „Betriebsoptimierung in Verwaltungsgebäuden mit Wettervorhersage-STeuerung“. In einem fünfjährigen Feldtest wurde die simulationsgestützte Betriebsoptimierung zwischen 2007 und 2012 bei drei unterschiedlichen Verwaltungsgebäuden des Bau- und Liegenschaftsbetriebs NRW (BLB NRW) zur Betriebsoptimierung MeteoViva Climate eingesetzt. Der Feldtest wurde mit einer Auswahl repräsentativer Gebäudetypen mit einer Bruttogeschossfläche zwischen 13.300 und 30.500 Quadratmeter aus dem Portfolio des BLB NRW an drei verschiedenen Standorten gefahren: Das Finanzamtszentrum Aachen, der Landesbetrieb Straßen in Gelsenkirchen und das Bauministerium in Düsseldorf. Das Projekt sollte
1. die Leistungsfähigkeit und Grenzen der Wettervorhersagesteuerung im praktischen Alltag messtechnisch belegen,
2. sicherstellen, dass die Ergebnisse des Vorhabens später auf den landesweiten Bestand von Verwaltungsgebäuden übertragen werden können,
3. Auswirkungen unterschiedlicher Wetterregionen und Wettercharakteristika auf den Betrieb der Wettervorhersagesteuerung aufzeigen.

Im Ergebnis wurden Heizkosteneinsparungen von bis zu 17 Prozent erzielt. In ihrem Abschlussbericht bezeichnet der BLB NRW das Steuerungssystem im Ergebnis als "ein attraktives Instrument zur dauerhaften Senkung der Energiekosten, Einhaltung des gewünschten Raumklimas und Überwachung der technischen Funktion der Anlagentechnik."

## Einsatz in der Energieerzeugung
In der Energieproduktion werden Wettervorhersagesteuerungen eingesetzt, um den notwendigen Energiemix im laufenden Betrieb von Wärme- und Stromerzeugern optimal zu planen und dadurch die Wirtschaftlichkeit zu steigern. Es geht dabei vor allem um die Vorausberechnung der erzeugbaren Menge erneuerbarer Energie aus Windkraft, Sonne und Wasserkraft. 
Einerseits berechnen Energieversorger auf Basis von Wetterprognosen, ob ausreichend Strom aus erneuerbaren Energien verfügbar sein wird oder ob fossile Energie zugemischt beziehungsweise zugekauft werden muss. Zum anderen nutzen Energiebörsen Wettervorhersagesteuerungen, um Energiepreise im Voraus berechnen zu können. Mit der Dezentralisierung der Strom- und Wärmeerzeugung kommen zunehmend Blockheizkraftwerke (BHKW) zum Einsatz, die sowohl Strom als auch Wärme am Ort des Verbrauchs erzeugen. Unter Einsatz der Wettervorhersagesteuerung kann der Betrieb eines BHKWs so optimiert werden, dass möglichst viel Wärme in das als Wärmespeicher funktionierende Gebäude eingespeist wird. Somit bekommt der Betreiber auf der Strom erzeugenden Seite des BHKWs dank Wettervorhersagesteuerung einen nach dem Gesichtspunkt maximalen wirtschaftlichen Ertrags deutlich größeren Spielraum zur Einspeisung in das öffentliche Stromnetz als bei bisherigen Lösungen.